# Skolen
Skolen är en sjö i Kinda kommun i Östergötland och ingår i Motala ströms huvudavrinningsområde. Sjön har en area på 1,47 kvadratkilometer och ligger 185 meter över havet. Sjön avvattnas av vattendraget Lillån.

## Delavrinningsområde
Skolen ingår i det delavrinningsområde (641981-148522) som SMHI kallar för Utloppet av Skolen. Medelhöjden är 204 meter över havet och ytan är 10,71 kvadratkilometer. Det finns inga avrinningsområden uppströms utan avrinningsområdet är högsta punkten. Lillån som avvattnar avrinningsområdet har biflödesordning 4, vilket innebär att vattnet flödar genom totalt 4 vattendrag innan det når havet efter 166 kilometer. Avrinningsområdet består mestadels av skog (83 procent). Avrinningsområdet har 1,47 kvadratkilometer vattenytor vilket ger det en sjöprocent på 13,8 procent.